# Bruxas de Pendle

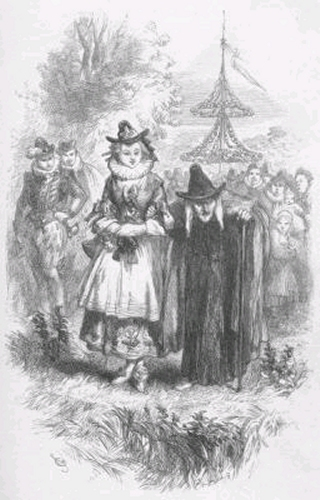
Duas das bruxas acusadas: Anne Whittle (Chattox) e sua filha Anne Redferne. Ilustração de John Gilbert da edição de 1854 de The Lancashire Witches, de William Harrison Ainsworth.

Os julgamentos das bruxas de Pendle, em 1612, são amplamente reconhecidos como um dos eventos mais notórios na história da Inglaterra relacionados à caça às bruxas. Sua singularidade destaca-se tanto pelo volume de documentação preservada quanto pela quantidade de réus envolvidos. Foram doze indivíduos condenados, que residiam na região próxima a Pendle Hill, situada em Lancashire, e que enfrentaram a terrível acusação de terem cometido o assassinato de dez pessoas por meio de práticas de feitiçaria.
Os eventos do julgamento ocorreram durante os dias 18 e 19 de agosto de 1612, no Assize de Lancaster, onde a maioria dos réus foi julgada. Ao lado das bruxas de Samlesbury e de outros acusados, esses julgamentos conjuntos ficaram conhecidos como os famosos "julgamentos das bruxas de Lancashire". Vale mencionar que um outro réu enfrentou seu julgamento em separado, no Assize de Iorque, no dia 27 de julho do mesmo ano, sendo que um dos acusados veio a falecer na prisão, enquanto aguardava o desfecho do processo.
O que tornou esses julgamentos verdadeiramente notáveis para a época na Inglaterra foram, principalmente, dois aspectos distintos. Em primeiro lugar, temos a publicação oficial dos procedimentos do julgamento realizada pelo secretário judicial Thomas Potts em sua obra intitulada "The Wonderfull Discoverie of Witches in the County of Lancaster". A publicação desses eventos contribuiu significativamente para a disseminação e registro detalhado dos fatos, permitindo que as gerações futuras tivessem acesso aos acontecimentos desse período sombrio da história.
Em segundo lugar, o número de bruxas julgadas simultaneamente foi notável, com dez bruxas enfrentando a justiça em Lancaster e outra em York. Àquela altura, era raro observar um grupo tão numeroso de acusados de bruxaria sendo julgados conjuntamente. Vale destacar que, na Inglaterra, os julgamentos de bruxas não eram eventos corriqueiros, e até o início do século XVII, estima-se que menos de 500 execuções por bruxaria haviam sido registradas. Portanto, as séries de julgamentos ocorridas durante o verão de 1612 representaram mais de 2% de todas as execuções relacionadas à bruxaria até aquele período.
Esses julgamentos de bruxas de Pendle de 1612 permanecem como um marco significativo na história jurídica e social da Inglaterra, oferecendo-nos uma visão detalhada e aterradora da histeria da caça às bruxas que assolou essa era.